# شکینا
| بخش از مجموعه                                                                          |
| یهودیت                                                                                 |
| Star of David · Ten Commandments · Menorah                                             |
| رده:یهودیت                                                                             |
| یهود · یهودیت · اسباط                                                                  |
| ارتودوکس                                                                               |
| حریدی · حسیدی · ارتودوکس مدرن                                                          |
| فلسفه یهودی                                                                            |
| اصول دین · منیان · کابالا                                                              |
| قوانین نوح · خدا · آخرت · مسیح در یهودیت                                               |
| یهودیان به عنوان قوم برگزیده · هولوکاست · هلاخا · کشروت· ده فرمان                      |
| صنیوت · صدکه · اخلاق · جنبش مسار                                                       |
| متون دینی                                                                              |
| تورات · تنخ · تلمود · میدراش · توسفتا                                                  |
| آثار حاخامی · هاگادا · میشنا· باریتا                                                   |
| تور · شولحان عاروخ ·                                                                   |
| حماش · سیدور · زوهار ·                                                                 |
| شهرهای مقدس                                                                            |
| اورشلیم · صفد · حبرون · طبریه                                                          |
| شخصیت‌های مهم                                                                           |
| ابراهیم · اسحق · یعقوب                                                                 |
| ساره · ربه‌کا · راحیل · لیه                                                             |
| موسی · دبوره · روت · داوود · سلیمان                                                    |
| الیاس · هیلل · شمای · یهودا هناسی                                                      |
| سعادیا گائون · راشی · اسحاق الفاسی · ابن عزرا · توسفتانویسان                           |
| یوسف آلبو · یوسف قارو · آشر بن یهیئل                                                   |
| بعل شم طوو · موسی بن میمون · فیلون اسکندرانی                                           |
| اوادیا یوسف · موشه بن نحمان · موشه فینشتاین · العازر شاخ                               |
| زندگی یهودی                                                                            |
| بریت · بنای مصوا · ازدواج                                                              |
| نیدا· عزاداری                                                                          |
| نقش‌های مذهبی                                                                           |
| حاخام · ربی                                                                            |
| کاهن یهودی ·                                                                           |
| دیان · روش یشیوا                                                                       |
| ساختمان‌های مذهبی                                                                       |
| کنیسه · میکوه · هیکل سلیمان / خیمه‌گاه                                                  |
| مقالات مذهبی                                                                           |
| شبات · تفیلین · زنان · سفر تورات· بدکن· قربانی                                         |
| ستاره داوود · منوره · شوفار                                                            |
| اربعه مینیم                                                                            |
| نماز                                                                                   |
| نماز · شماع · عمیده ·                                                                  |
| قدیش ·هولده                                                                            |
| یهودیت و دیگر ادیان                                                                    |
| مسیحیت · اسلام ·                                                                       |
| ادیان ابراهیمی · تکثرگرایی                                                             |
| مورمونیسم · "یهودی مسیحی" · دیگران                                                     |
| مطالب وابسته                                                                           |
| نقد یهودیت · یهودستیزی                                                                 |
| یهوددوستی · یشیوا· صهیونیسم· یهودیان آمریکا· فهرست دانشمندان و فیلسوفان یهودی · کوربان |
| ن ب و                                                                                  |

شِکینا یا شِخینا (عبری: שכינה)، در عربی قرآنی سکینه، واژه‌ای مؤنث در تورات برای توصیفِ حضورِ یهوه است. این واژه معمولاً در تَنَخ برای حضور یهوه در هیکل سلیمان در اورشلیم بکار رفته‌است.
شکینا احتمالاً ابتدا از ویژگی‌های اشیره، یکی از الهه‌های خاورمیانه باستان که در ادواری همسر یهوه محسوب می‌شده، بوده‌است. در جریان روند ظهور یکتاپرستی در اسرائیل که ویژگی‌های خدایان دیگر مثل بعل، ال و اشیره در دل دین یهوه‌پرستی ادغام شدند و صفات آن خدایان به یهوه تعلق گرفتند، شکینا نیز در میان خصایص یهوه جای گرفت.

## واژه‌شناسی
شکینا از واژهٔ عبریِ «شکن שכן» ریشه گرفته‌است. معنی لغوی آن به معنی حضور یافتن است و در تنخ بسیار استفاده شده‌است. در اندیشهٔ یهودی، شکینا به معنی حضورِ خداوند است و در جایی که این حضور وجود داشته باشد ارتباط با خداوند ساده‌تر است. این واژه در قرآن بصورت سکینه نوشته شده‌است.

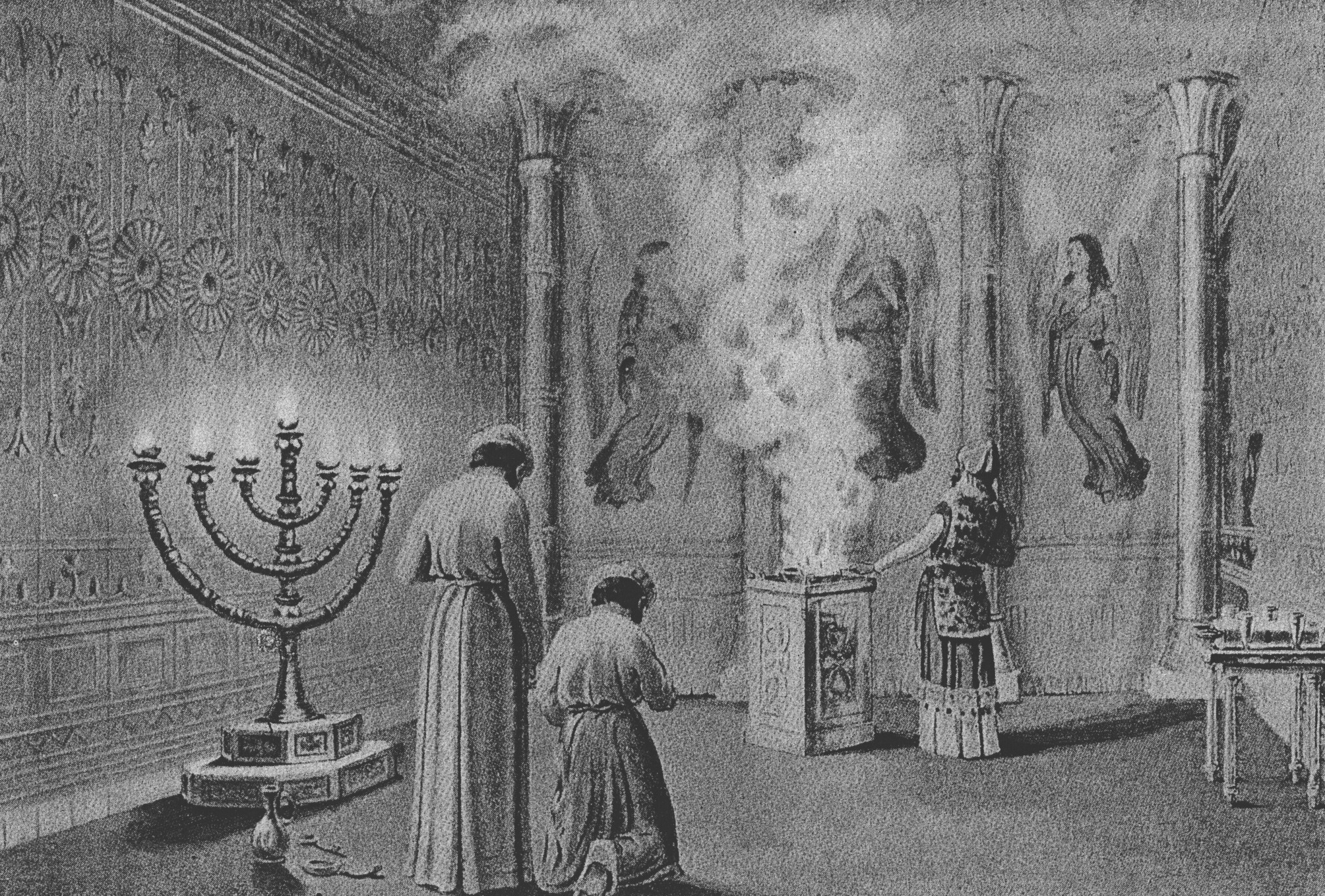
نقاشی مسیحی با عنوان شکینا به تبرنکل وارد می‌شود از کتاب مقدس و داستان آن با هزار و یک تصویر، ۱۹۰۸.

## در یهودیت
در یهودیت و به خصوص بر پایه تلمود شکینا به عنوان ویژگی مؤنث خدا در نظر گرفته می‌شود. شکینا معمولاً در ارتباط با میشکان در هیکل سلیمان مورد اشاره قرار می‌گیرد. شکینا معمولاً به عنوان روح خدا که می‌تواند تغییرات پیامبر گونه ایجاد کند در نظر گرفته می‌شود.
«وقتی تو به کوه خدا نزدیک شدی، که در محدوده حصار فلسطین است، و آن خواهد گذشت و تو به شهر داخل خواهی شد و تو با گروهی از پیامبران ملاقات خواهی کرد که از مقام بالا با یک ساز، یک دف، یک نی، و یک چنگ به پایین می‌آیند؛ و آنها پیامبری خواهند کرد؛ و روح خدا قدرتمندانه بر تو نازل خواهد شد و تو با آنان پیامبری خواهی کرد و به مرد دیگری تبدیل خواهی شد.» - اول ساموئل ۱۰:۵–۶."
انبیای اسرائیل اظهارات زیادی در مورد حضور متافیزیکی خدا به خصوص در هیکل سلیمان بیان کرده‌اند که این حضور معمولاً با شکینا مرتبط است. اشعیای نبی می‌نویسد: «من خدا را دیدم که بر روی عرش خود نشسته بود و در آسمانها بود، و قدرت او معبد را پر کرد» (اشعیا ۶:۱). حزقیال نوشته‌است که «ابهت خدای اسرائیل در آنجا (معبد سلیمان) بود بر پایه رؤیایی که من دیدم». شکینا در کابالا به عنوان جنبه مؤنث خدا در نظر گرفته می‌شود و با سفیروتها در ارتباط است.

## در مسیحیت
علاوه بر چندین باری که در عهد عتیق به حضور شکینا اشاره شده‌است بسیاری مسیحیان چندین آیه عهد جدید را مرتبط با شکینا می‌دانند. معمولاً در عهد جدید شکینا با حضور روح خداوند در مکانی مرتبط دانسته می‌شود که مشابه حضور خداوند در معبد سلیمان است.

## در اسلام
لغت سکینه در عربی معادل لغت عبری شکینا است. سکینه در قرآن ۶ بار تکرار شده‌است.
بر اساس روایتی از علی «سکینه مانند یک نسیم شیرین است و دارای صورتی نظیر صورت آدمیان است».
در حدیثی در صحیح بخاری نقل شده‌است که مردی در زمان محمد سوره کهف را می‌خواند. در همین هنگام ابری او را دربر گرفت که دایره وار بود و به پایین می‌آمد. اسب او از ترس شروع به پریدن کرد. وقتی روز بعد او به نزد محمد رفت و از او پرسید محمد به او گفت که سکینه در زمان خواندن قرآن نزول کرده‌است.
بر اساس نظر مسلمانان سنی در زمانی که محمد به همراه ابوبکر از مکه گریخت و در غار ثور بود خداوند سکینه را بر آنان نازل کرد و آنان را از دشمنانشان حفظ نمود.
نتیجه ی محمد و فرزند حسین ابن علی سکینه نام داشت. نام سکینه امروزه در بین کشورهای اسلامی رایج است.